# Pavel Vichniakov
Pavel Mikhaïlovitch Vichniakov (Павел Михайлович Вишняков), né le 10 juin 1983 à Moguilev, est un acteur biélorusse de théâtre et de cinéma, surtout connu pour ses rôles dans des séries télévisées à la télévision russe.
En 2002-2004, il est acteur de la troupe du théâtre musical de Biélorussie et de 2003 à 2006, du théâtre national académique Koupala. De 2004 à 2008, il est acteur du théâtre national dramatique académique Gorki.

## Théâtre
1999
- Cendrillon («Золушка»): le prince; mise en scène d'A.I. Kouskov

2000
- Le Loup sur l'arbre («Волк на дереве»: l'ours; mise en scène d'A.I. Kouskov

2002
- Nouvelle tragique d'Hamlet, prince danois («Трагическая повесть о Гамлете, принце датском)»: Laerte; mise en scène de B.I. Loutsenko
- Amphytrion («Амфитрион»), soldat; mise en scène de B.I. Loutsenko
- Caligula («Калигула»): Reïker; mise en scène de V. Grigalunas
- Avant que le soleil ne se couche («Перед заходом солнца»): un Tyrolien; mise en scène de B. Loutsenko
- Gelsomino au pays des menteurs («Джельсомино в стране лгунов»): tante Pannikia; mise en scène de P. Kharlantchouk
- Sommeil sur le tumulus («Сон на кургане»): homme noir; mise en scène de B. Loutsenko
- Avec le bonjour de Don Quichotte («С приветом Дон Кихот»): le propriétaire de la taverne et le premier bouvier; mise en scène I. Reichelhaus

2003
- Chanson du bison («Песня про зубра»); mise en scène d'A. Chaguidievitch
- Un vrai homme («Настоящий мужчина»): le comte Verdavelle; mise en scène de N. Kouzmenkov
- Composition incongrue («Сочетание несочетаемого»); mise en scène de V. Poliakov
- Jeu cruels («Жестокие игры»): Kaï; mise en scène de V. Michtchantchouk
- Faust («Фауст»): Faust; mise en scène de L. Koutcherenko
- Angelo et les autres («Анджело и другие»): Claudio; mise en scène de B. Loutsenko

2004
- Le Gouffre («Пучина»): l'inconnu; mise en scène de V. Michtchantchouk
- Les Fraises sauvages («Земляничная поляна»): Anders; mise en scène d'A. Katz
- L'Opéra de trois sous («Трёхгрошовая опера»): Robert Pila; mise en scène de B. Loutsenko
- Afrique («Африка») : la cigogne; mise en scène de G. Dobydka
- Tu comprends, Aliocha («Ты помнишь, Алёша»): Allemand: mise en scène de M. Doudareva
- La Saint-Valentin («Валентинов день»): Valentin, mise en scène de V. Erenkov
- Jouons Ostrovski («Играем островского»)

2005
- Ninotchka («Ниночка»): le Français, mise en scène de B. Loutsenko
- Le Crocodile («Крокодил»): le crocodile, mise en scène de P. Kharlantchouk
- Roméo et Juliette («Ромео и Джульетта»), Tibaldt, mise en scène de M. Doudarev

2006
- La Mégère apprivoisée («Укрощение строптивой»): Lucentio, mise en scène de V. Erenkov
- Les Trois Sœurs («Три сестры»): André, mise en scène de O. Kotz
- La Reine Grenouille («Царевна-лягушка»): Ivan, mise en scène de P. Kharlantchouk

- Anastasia («Анастасия»): Dmitri, mise en scène de E. Ivkovitch
- Le Malade imaginaire («Мнимый больной»): le policier, le médecin, le tzigane, mise en scène de A. Katz

2007
- Les Soldats («Рядовые»); mise en scène de V. Erenkov

2010
- La Princesse et le Soldat («Принцесса и солдат»): le soldat, mise en scène de A. Erenkov

## Filmographie
- 2003: Le Ciel et la Terre (Небо и земля)
- 2006: L'Appel (Вызов), série télévisée: Stas Polejaïev (série 6)
- 2006: Le Jugement arrive! (Суд идёт!)
- 2007: La Panthère (Пантера)
- 2009: Jourov (Журов), série télévisée policière
- 2009-2010: Le Retour de Moukhar-5 (Возвращение Мухтара-5), série télévisée policière: Maxime Jarov
- 2010: Le 12 avril 1961. 24 heures (12 апреля 1961 года. 24 часа), film documentaire
- 2010: Le Retour de Moukhtar-6 (Возвращение Мухтара-6), série télévisée policière: Maxime Jarov
- 2011: La Danse de notre amour (Танец нашей любви): Alexandre
- 2011: Les Diables marins (Морские Дьяволы), série télévisée (série 5: Champ miné)
- 2012: Baron de caviar (Икорный барон)
- 2012: Sale travail (Грязная работа), série télévisée
- 2012: Familles à vendre (Бедные родственники): Veniamine, le neveu de Timofeï Kouzmitch
- 2014: Etla balle reviendra (И шарик вернётся): Igor
- 2014-2015: Le Retour de Moukhtar-9 (Возвращение Мухтара-9), série télévisée policière : Maxime Jarov
- 2015: Le Retour de Moukhtar-10 (Возвращение Мухтара-10), série télévisée policière: Maxime Jarov
- 2016: Demandez à l'automne (Спросите у осени): Igor
- 2016: La Chanteuse (Певица): Sergueï Kremniov
- 2017: Le Major et la Magie (Майор и магия), série télévisée policière (série 28)
- 2017: Enfants trouvés (Подкидыши), série télévisée (séries 7, 8)
- 2017-2021: Opéra sur appel (Опер по вызову): Artiom Trofimov
- 2019: Secrets féminins (Женские секреты)
- 2019: Mère poule (Наседка): Alexeï Axenov
- 2020: Expert (Эксперт), série télévisée: Egor Goloubev
- 2020: La Doctoresse-5 (Женский доктор-5), série télévisée: Igor Gordeïev
- 2022: Sous protection (entre noir et blanc) (Под защитой (Между чёрным и белым)), série télévisée: Stanislav Dmitriev